# Crossobamon
Crossobamon es un género de geckos de la familia Gekkonidae. Contiene dos especies, y una de ellas, Crossobamon orientalis, antes se consideraba como perteneciente al género Stenodactylus.
Estos gecos se encuentran en Asia central: Pakistán, Afganistán, Irán y países aledaños. Son de tamaño mediano a grande para los geckos (~ 16 cm), y ambas especies son relativamente similares.

## Especies
Se reconocen las siguientes dos especies:
- Crossobamon eversmanni (Wiegmann, 1834)
- Crossobamon orientalis (Blanford, 1876)